# Международный томографический центр СО РАН
Институт «Международный томографический центр» СО РАН — один из институтов Новосибирского научного центра Сибирского Отделения Академии Наук. Расположен в Новосибирске.

## Общие сведения
Основными направлениями научной деятельности института являются магнитные явления в химии и медицине (и их применение в таких областях как онкология, гематология, невропатология, нейрохирургия, гастроэнтерология, эндокринология, урология, гинекология, травматология и ортопедия), диагностическая ЯМР-томография и ЯМР-микротомография для физико-химических приложений, спиновые и обменные явления, в том числе в многоспиновых координационных соединениях, дизайн молекулярных магнетиков, гиперполяризация ЯМР за счет параводорода и оптического облучения, теория химической связи, механизмы химических реакций и реакционная способность химических соединений.

## История
Международный томографический центр был создан в 1989 как первый независимый институт в Сибирском отделении Академии наук. Средства на создание института предоставил основатель фирмы «Брукер» профессор Гюнтер Лаукен. Предполагалось, что институт будет получать доход от использования магнитно-резонансного томографа в медицинской диагностике и выполнять фундаментальные исследования кинетики химических реакций. Институт был организован в форме некоммерческого партнерства.
В 2000 году на основе Некоммерческого партнерства «Международного томографический центр» был создан одноименный институт в составе Сибирского отделения Российской академии наук в форме федерального бюджетного учреждения науки. Возглавил институт академик РАН Ренад Зиннурович Сагдеев.
В 2016 году директором института был избран Виктор Иванович Овчаренко. Третьим директором института избран профессор РАН Константин Львович Иванов.

## Структура
В состав института входят следующие научные и конструкторско-технологические подразделения:
- Отделение медицинской диагностики (заведующая - доктор медицинских наук Александра Михайловна Коростышевская) [8]
- Лаборатория магнитно-резонансной микротомографии (руководитель - профессор, доктор химических наук Игорь Валентинович Коптюг)[9][10]
- Лаборатория ЭПР спектроскопии (руководитель - профессор, доктор физико-математических наук Матвей Владимирович Федин)[11]
- Лаборатория фотохимических радикальных реакций (руководитель - доктор физико-математических наук Александра Вадимовна Юрковская)[12]
- Группа магнитно-резонансной биофизики (руководитель - кандидат физико-математических наук Андрей Александрович Савелов)[13]
- Лаборатория протеомики и метаболомики (руководитель - доктор химических наук Юрий Павлович Центалович)[14]
- Лаборатория магнитного резонанса биомолекул и наноматериалов (руководитель - академик РАН, профессор, доктор химических наук Ренад Зиннурович Сагдеев)[15]
- Лаборатория органические парамагнетики и магнетохимия (руководитель - Виктор Иванович Овчаренко, член-корреспондент РАН, доктор химических наук)[16]
- Группа терагерциндуцированных процессов (руководитель - кандидат физико-химических наук Сергей Леонидович Вебер)[17]
- Лаборатория теоретической спиновой химии[18]
- Группа фотоиндуцированных процессов[19]
- Лаборатория многоспиновых координационных соединений (руководитель - Виктор Иванович Овчаренко, член-корреспондент РАН, доктор химических наук).[20] Является ведущей научной школой в России в области дизайна молекулярных магнетиков, в лаборатории открыто уникальное явление — «неклассические спиновые переходы» и создан необычный класс объектов — «дышащие кристаллы».[21]
- Лаборатория МРТ технологии (руководитель - профессор РАН, доктор медицинских наук Андрей Александрович Тулупов)[22]

## Сотрудники
- Сагдеев, Ренад Зиннурович — основатель института, научный руководитель, академик РАН, доктор химических наук, профессор
- Овчаренко, Виктор Иванович — руководитель научного направления, академик РАН, доктор химических наук, профессор.